# Ashi Sangay Choden Wangchuck
Ashi Sangay Choden Wangchuck, född 11 maj 1963, drottning av Bhutan, femte dottern av Dasho Yab Ugyen Dorji och Yum Thuiji Zam, gift med Jigme Singye Wangchuck, drottning av Bhutan. Hon är mor till:
- Dasho Khamsum Singye Wangchuck
- Ashi Euphelma Choden Wangchuck